# Skólakór Kársness
Der Kinderchor Skólakór Kársness aus Kópavogur, Island, wurde 1976 von Þórunn Björnsdóttir gegründet. Der Chor ist seither kontinuierlich gewachsen und heute ein wesentlicher Bestandteil der Kársnes-Schule. Er steht allen Schülern offen.
Die Schüler singen in drei unterschiedlichen Altersklassen. Die ältesten und begabtesten Kinder (zwischen 12 und 16 Jahre) waren im Mai 2004 beim EJCF in Basel zu Gast. Gesamthaft nehmen über 250 Kinder an den zahlreichen Tätigkeiten des Chores, die auch Radio- und Fernsehauftritte sowie Konzerte mit dem nationalen Sinfonieorchester umfassen, teil.
Der Chor hat ein sehr umfangreiches Repertoire von einfachen Kinderliedern über Klassische Musik, Kirchenmusik, Jazz bis zur zeitgenössischen Musik. Skólakór Kársness hat bereits sechs Tonträger aufgenommen.

## Dirigentin
Þórunn Björnsdóttir ist eine national bekannte Persönlichkeit im isländischen Musikleben. Nebst vielen weiteren Mandaten ist sie seit 1991 Mitglied des pädagogischen Ausschusses für nordische Musik sowie Mitglied des Kunst- und Kulturausschusses in Kópavogur. Sie veröffentlichte mehrere Chorsammlungen und verschiedene CDs für den Musikunterricht. Für ihr Engagement im Zeichen der Musik erhielt sie bereits mehrere isländische Auszeichnungen.